# Rolv Wesenlund
Rolv Helge Wesenlund (Horten, 17 settembre 1936 – Oslo, 18 agosto 2013) è stato un attore, cantante, musicista, comico, conduttore televisivo, giornalista, scrittore e produttore discografico norvegese Tra le più popolari figure del mondo dello spettacolo nel suo Paese, raggiunse la notorietà anche in Svezia e Danimarca.
In carriera, formò un sodalizio artistico con Harald Heide-Steen Jr..
Complessivamente, tra cinema e televisione, partecipò ad una trentina di differenti produzioni. Tra i suoi ruoli più noti, figurano quelli nelle serie televisive Og takk for det e Fleksnes fataliteter. Condusse anche un talk show televisivo dal titolo Wesenlund (1988-1989 e 1994-2000.
Fu decorato con la croce di primo grado di Sant'Olav, la più alta onorificenza in Norvegia.

## Biografia

### Vita privata
Il 4 novembre 2004, Wesenlund rimase profondamente sconvolto dopo aver investito con la sua auto un'anziana signora, che riportò ferite gravissime.

### Morte
Malato di diabete, Rolv Wesenlund si spegneva nella casa di cura Madserud di Oslo nella notte tra sabato 17 e domenica 18 agosto 2013, proprio il giorno del compleanno del suo partner artistico Harald Heide-Steen Jr..

## Filmografia parziale

### Cinema
- Hurra for Andersens (1966)
- Liv (1967)
- Mannen som ikke kunne le (1968)
- Ture Sventon - Privatdetektiv (1972)
- Bør Børson Jr. (1974) - ruolo: Bør Børson Jr.
- Den siste Fleksnes (1974)
- Bør Børson II (1976) - Bør Børson Jr.
- Le avventure di Picasso (1978)
- I ragazzi della montagna blu (1980)
- Olsenbandens aller siste kupp (1982)
- Camping (1990)
- Fredrikssons fabrikk - The Movie (1994)

### Televisione
- Skärgårdsflirt - miniserie TV (1972)
- Långtradarchaufförens berättelse - serie TV (1975)
- Fleksnes fataliteter - serie TV, 36 episodi (1972-2003) - ruolo: Marve Fleksnes
- SK 917 har nettopp landet - miniserie TV (1984)
- Handel & vandel - serie TV (1996)
- Himmelen kan vente - film TV (2001)

## Programmi televisivi
- Wesenlund (1988-1989 e 1994-2000)

## Discografia

### Album
- Radio Skagerak slår igjennom (Triola, 1965)
- The Sound of Gjøk and Sisik, con Harald Heide-Steen Jr. (Camp, 1967)
- Livaktig at the Kaffistova alias Live at Kaffistova, con Harald Heide-Steen Jr.(Camp, 1968)
- Feriebiskop Fjertnes slår til igjen, con Harald Heide-Steen Jr.(Camp, 1968)
- Og takk for det, con Harald Heide-Steen Jr.(Camp, 1970)
- Hjertelig tilstede, Harald Heide-Steen Jr.(Camp, 1971)
- I full bredde, con Harald Heide-Steen Jr.(1971)
- Bør Børson jr. (Polydor, 1972)
- Jungelboken (Disneyland, 1972)
- Telefonrør (1973)
- Blodgiveren (Polydor, 1973)
- Fleksnes fataliteter (Polydor, 1976)
- Jeppe (Polydor, 1976)
- Portrett av en klovn (Polydor, 1976)
- Saturday Night at the Campingplass (1976)
- Bør Børson 2 (1976)
- Solstreif (Camp, 1979)
- Det er ingen skam å snu, con Harald Heide-Steen Jr.ed Ole Paus  (Zarepta, 1980)
- Over grensen (Album, 1982)
- Musicalen Oliver (1992)
- På tur med Fleksnes & Modern (1993)
- WesenSteen (NorDisc, 1994) 2CD
- WesenSteen 2 (NorDisc, 1995) 2CD
- Jubileumskavalkade (NorDisc, 1996)

### Singoli
- Telefonrør – 2 god jul – spill selv (1967)
- Telefonrør No 1 "Dimme"-festen/Garderobeskapet (1967)
- Telefonrør No 3: Hvilket nummer ringer de...? (1968)
- Dus-rør (1968)
- Telefonrør No 4 (1968)
- Ti gledet seg – en rusla hjem/Funksjonærens jul (1968)
- Erotikk og musikk (1968) con Rolf Just Nilsen
- En blå blå nellik/Hengende haver (1969) con Wenche Myhre
- God tul (1971)
- Börs song/Æ kjinne ein kar (1972)
- Kjøttkakpolkan/Fårikålvise (1973)
- Sommer over kjølen (1992)
- Hos tannlegen (Volvo Sonet) (1995) con Harald Heide-Steen junior

## Premi & riconoscimenti
- 2002: Premio Amanda onorario[7]

## Onorificenze
- Croce di primo grado di Sant'Olav[1]